# Organic Syntheses
Organic Syntheses (Sínteses Orgânicas) é uma revista científica que desde 1921 tem fornecido a comunidade de profissionais em química com coletâneas anuais de procedimentos detalhados e verificados para a síntese orgânica de compostos orgânicos. A revista tem uma sólida reputação porque cada contribuição é verificada independentemente por um grupo de outros químicos.